# Bella Vista (Panama)
Bella Vista è un comune (corregimiento) della Repubblica di Panama situato nel distretto di Panama, provincia di Panama. Il comune, che è una delle tredici suddivisione della città di Panama, si estende su una superficie di 4,8 km² e conta una popolazione di 30.136 abitanti (censimento 2010). Il codice postale di Bella Vista è 07096. 

## Storia e Caratteristiche del Quartiere
Bella Vista è uno dei quartieri più storici e iconici di Panama City. È conosciuto per la sua architettura che combina edifici in stile coloniale con moderni grattacieli. Originariamente sviluppato negli anni '30 e '40, il quartiere ha subito una trasformazione urbana significativa, diventando una delle zone residenziali più richieste della città.

## Vita Notturna e Intrattenimento
Bella Vista offre una vivace vita notturna, particolarmente nella zona di Via Argentina e Calle Uruguay, che ospitano numerosi ristoranti, bar e club. Luoghi come El Sotano e El Apartamento sono famosi per la loro atmosfera accogliente e LGBT-friendly, mentre locali come La Malagueña e Pedro Mandinga Rum Bar sono popolari per le loro offerte gastronomiche e cocktail. 

## Mercato Immobiliare e Affitti
Il quartiere è noto per la varietà di opzioni abitative, con affitti che variano in base alla tipologia dell’immobile e alla vicinanza ai principali servizi. Gli appartamenti in affitto a Bella Vista sono spesso preferiti da expat e giovani professionisti per la loro posizione centrale e la vicinanza a aree commerciali e di intrattenimento. 

## Shopping e Servizi
Bella Vista è anche sede di numerosi negozi, supermercati e boutique. I principali centri commerciali della città, come Multiplaza e Albrook Mall, sono facilmente raggiungibili, offrendo una vasta gamma di prodotti locali e internazionali. 